# Vitalij Budovs'kyj
Vitalij Budovs'kyj (in ucraino Віталій Будовський?; 23 marzo 1978) è un pentatleta ucraino.

## Palmarès
In carriera ha conseguito i seguenti risultati:
- Europei

Drzonków 1999: argento nel pentathlon moderno staffetta a squadre.
Sofia 2001: bronzo nel pentathlon moderno a squadre.
Budapest 2006: argento nel pentathlon moderno staffetta a squadre.